# Шамбон-сюр-Линьон
Шамбон-сюр-Линьон — коммуна во Франции в департаменте Верхняя Луара региона Овернь. Известна тем, что её жители во время Второй мировой войны массово спасали евреев от нацистского геноцида.
Находится в горном регионе Центральный массив, к востоку от Веле, вблизи границы с департаментом Ардеш. На 1 января 2009 года насчитывает 2690 жителей. Муниципалитет издает собственный журнал Le Journal du Chambon.

## История
Впервые упоминается в летописях в 1259 году — как небольшой церковный приход. Через два столетия спустя гугеноты основывают на этом месте поселение. В 1914 году в селе принимали беженцев из Эльзаса, а с 1936 по 1940 год — испанских республиканцев.
Своё современное название получила в 1923 году.
Жители Шамбон-сюр-Линьон во время Второй мировой войны спасли от смерти от 3000 до 5000 евреев, которых они по инициативе местного пастора Андрэ Трокме и его жены Магды прятали по всей территории коммуны. Двоюродный брат Андрэ — Даниэль Трокме был арестован гестапо и погиб в концлагере Майданек.
Более 40 жителей признаны праведниками мира. В Иерусалиме в Музее Катастрофы и героизма Яд ва-Шем установлен памятник в честь жителей Шамбон-сюр-Линьон.

## Фотогалерея

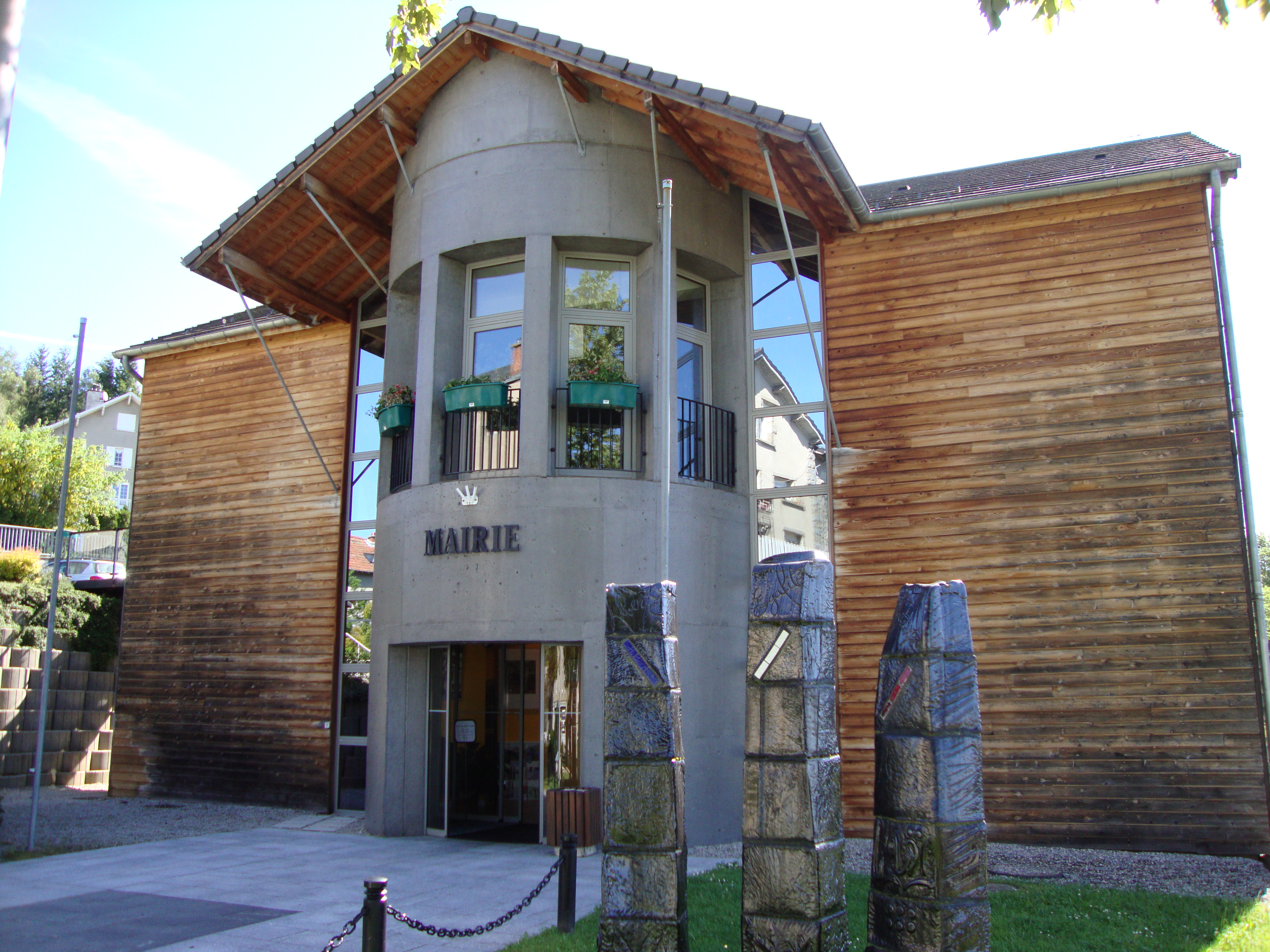
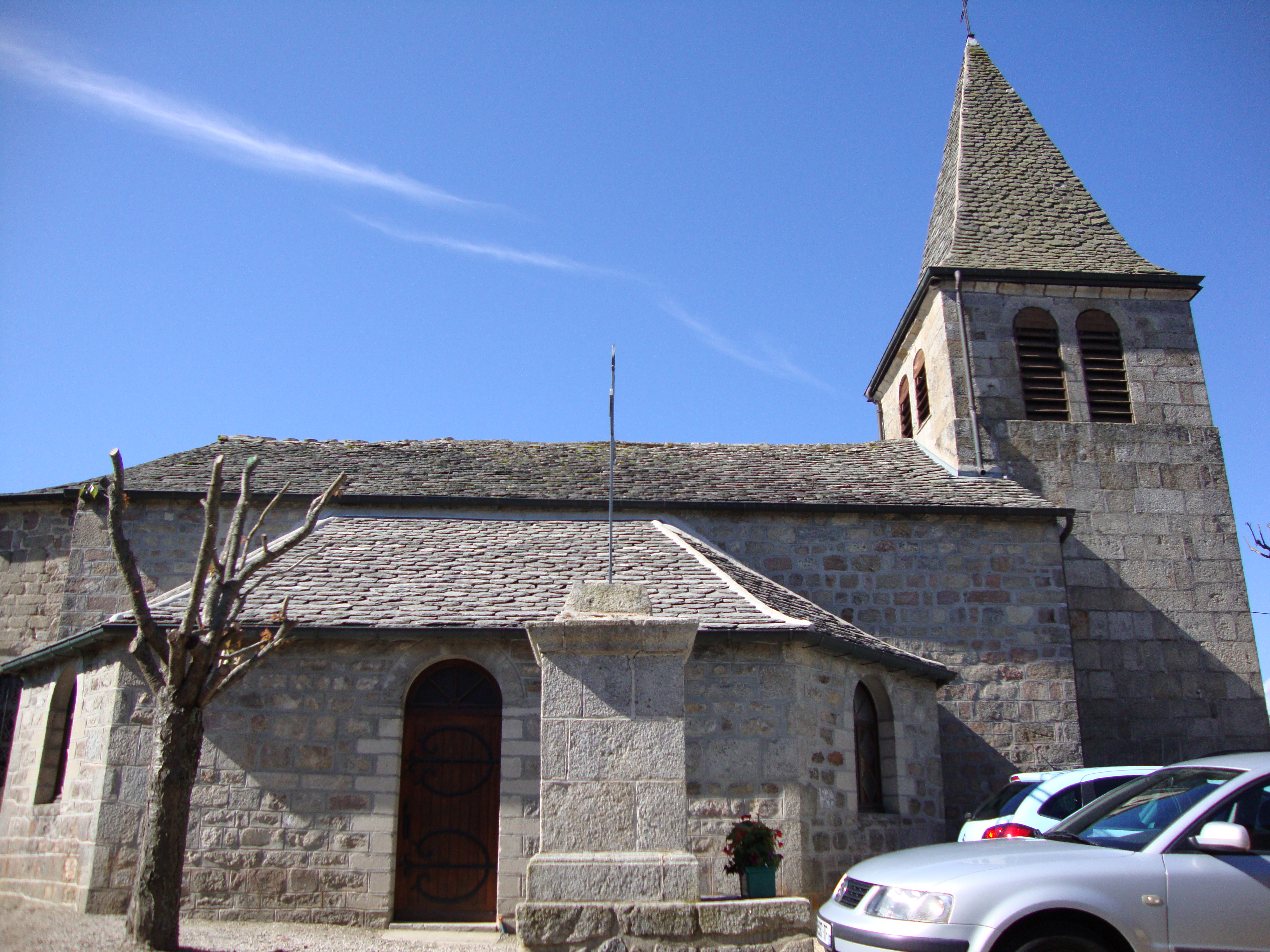
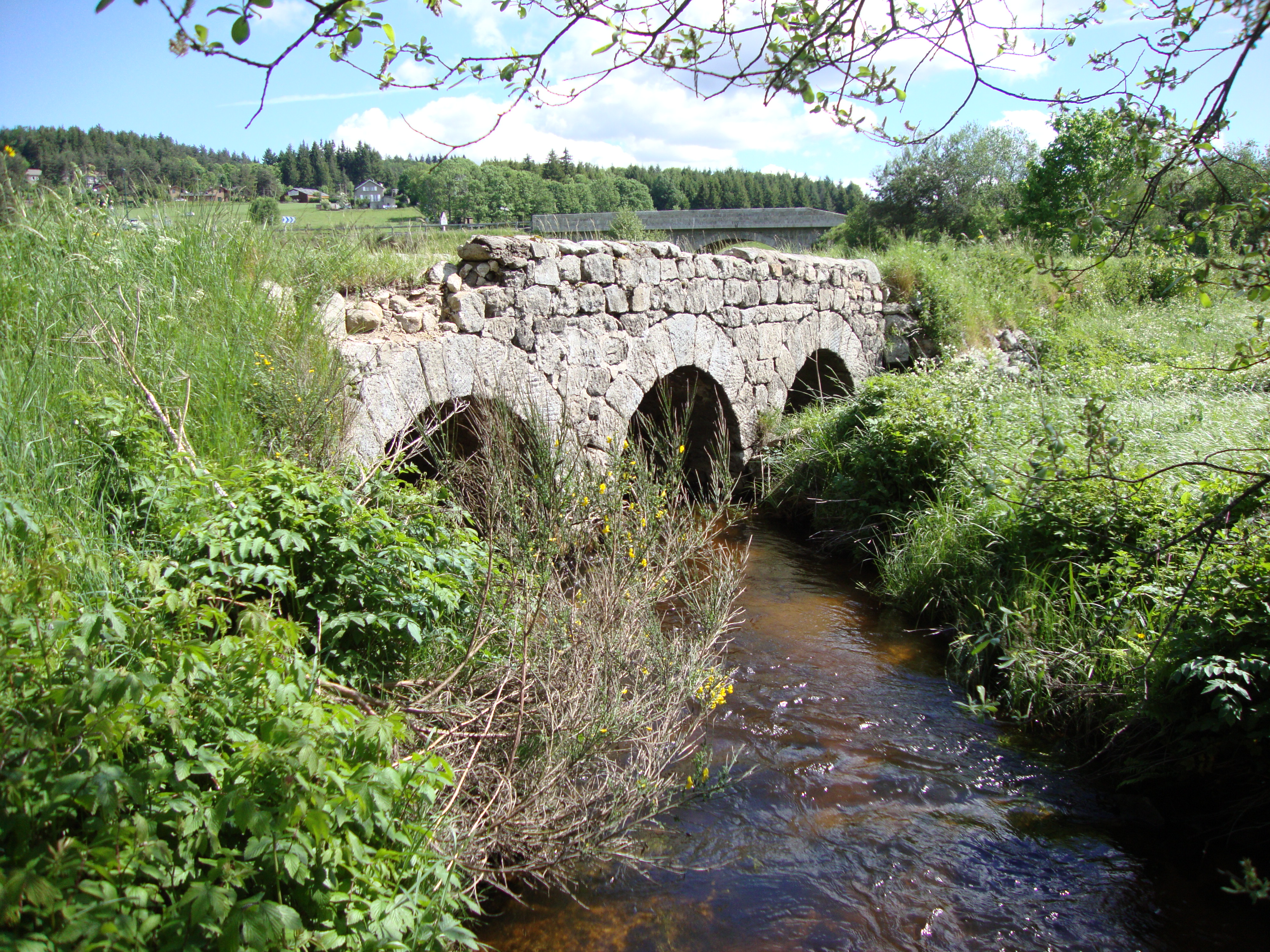
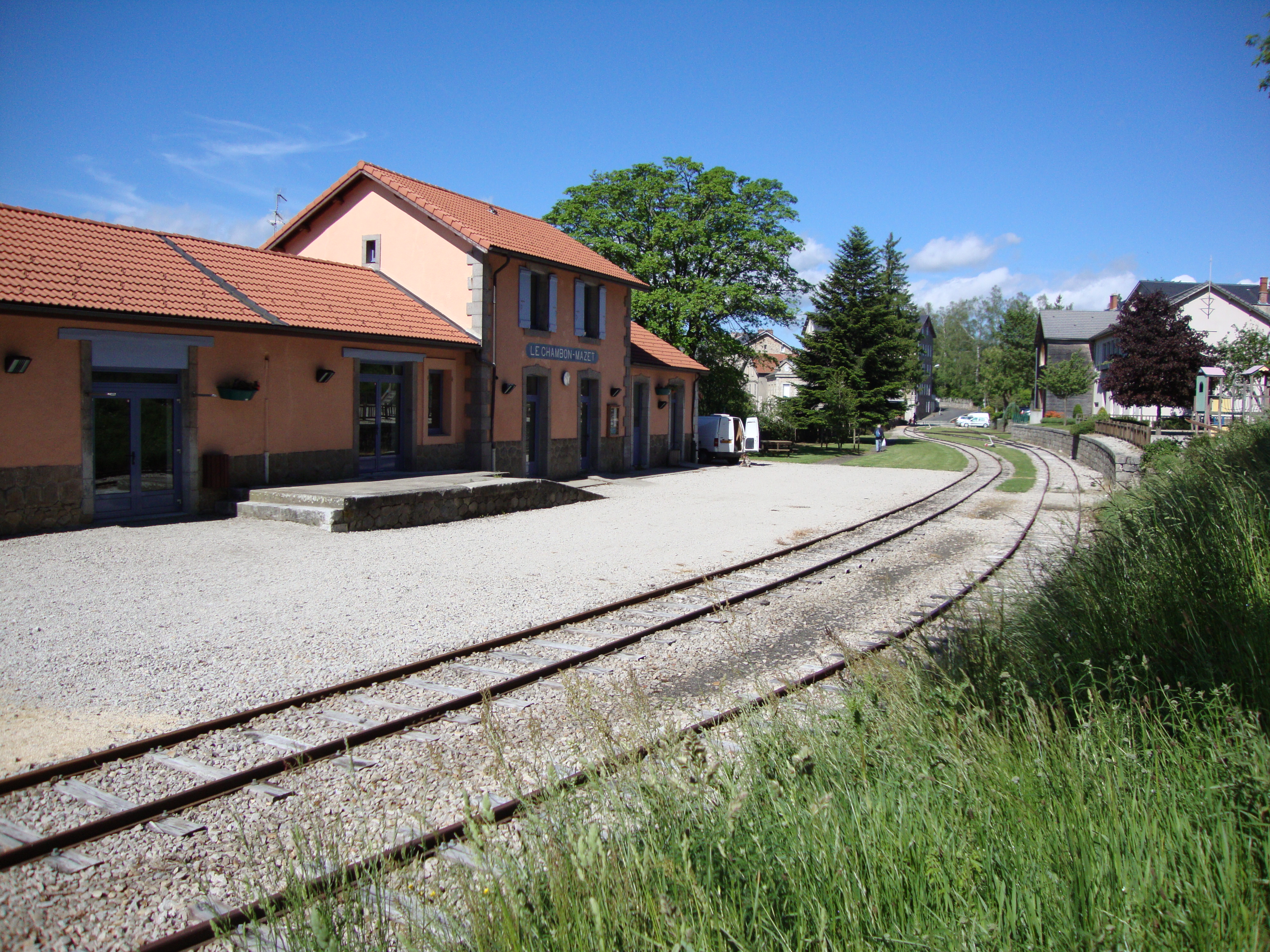

## Население
| Шамбон-сюр-Линьон. Численность населения в 1793 — 1999 годах |      |      |      |      |      |      |
| 1793                                                         | 1831 | 1861 | 1891 | 1921 | 1954 | 1999 |
| 1730                                                         | 2400 | 2211 | 2327 | 2391 | 3163 | 2642 |

Graphique de l'évolution de la population 1794-1999